# Dendrologiska sällskapet
Dendrologiska sällskapet (finska: Dendrologian seura) är en finländsk förening med säte i Helsingfors, bildad 1969. Dess syfte är att främja kunskapen om inhemska och i Finland odlingsbara utländska, vedartade växter och deras odling.
I samråd med myndigheter, forskningsinstitut och organisationer insamlar och förmedlar sällskapet information om arternas odlingsbarhet och användningsmöjligheter i Finland. Det utger (sedan 1973) den vetenskapliga skriftserien Publications of the Finnish Dendrological Society och (sedan 1970) medlemstidskriften Sorbifolia.